# Aïssa Maïga
Pour les articles homonymes, voir Maïga.
Aïssa Maïga est une actrice et réalisatrice sénégalo-malienne, naturalisée française, née le 25 mai 1975 à Dakar (Sénégal).

## Biographie

### Jeunesse
Née d'un père malien, célèbre journaliste et proche du président burkinabé Thomas Sankara, Mohamed Maïga, décédé à l'âge de 33 ans le 1er janvier 1984 à Ouagadougou dans des circonstances troubles, et d'une mère sénégalaise et gambienne, Aïssa Maïga doit aussi faire face au décès de son frère : « Il est mort vraiment trop jeune, étant adolescent. Il est mort d’une leucémie, et nous ait quitter extrêmement vite. »
Elle passe les quatre premières années de sa vie à Dakar avant de s'installer à Fresnes jusqu’à ses neuf ans, puis à Paris. Elle fréquente le lycée Voltaire,, dans le 11e arrondissement. Elle côtoie différentes cultures : « J’ai eu la chance d’avoir reçu une éducation musulmane, catholique et laïque. J’étais à l’école coranique en vacances au Mali avec ma grand-mère. Puis j’ai été élevée par un oncle laïc à l’extrême. Et enfin j’ai eu une grand-mère adoptive fervente catholique… Je crois que c’est exceptionnel ». « J’ai également eu une grand-mère adoptive qui venait d’Indochine. J’ai donc évolué avec cette culture vietnamienne. »
Elle est naturalisée française l'année de son baccalauréat.
Très jeune, elle s’intéresse au cinéma et rêve de devenir actrice : « Tout est venu de ma prof de français, au collège, qui a monté une comédie musicale à laquelle j’ai participé, à l’âge de 14 ans. Tous les week-ends, pendant trois ans, j’étais sur scène. J’ai su alors que ma place était là ». Elle prend alors ses premiers cours de théâtre au collège avec sa professeure de français Daisie Faye, aujourd’hui  directrice artistique du festival de Jazz et comédie. Elle joue ensuite dans la comédie musicale de son professeur, La Nuit la plus longue (1992), pendant trois ans et fait ses premiers pas au théâtre Mogador et aux Folies Bergère.
Après trois années de cours de théâtre et l’obtention de son baccalauréat, Aïssa Maïga participe à un projet artistique au Zimbabwe, Le Royaume du passage d’Eric Cloué (1986). Elle a alors 19 ans. Aux côtés d’artistes zimbabwéens, elle découvre le théâtre d’intervention et les pièces engagées des artistes locaux. Elle décide alors de se consacrer à la comédie.

### Découverte de l'actrice
En France, le grand public la découvre notamment en 2004 grâce à ses rôles dans Les Poupées russes de Cédric Klapisch et dans L'un reste, l'autre part de Claude Berri. Elle enchaîne avec d'autres seconds rôles marquants dans Caché de Michael Haneke, et Je vais bien, ne t'en fais pas de Philippe Lioret.
En 2006, elle tient le rôle principal du drame Bamako, d'Abderrahmane Sissako, qui lui permet de décrocher une nomination pour le César du meilleur espoir féminin.
Depuis, elle a tenu des premiers rôles dans des films comme L'Âge d'homme... maintenant ou jamais ! (2007), L'Avocat (2010), Le temps de la kermesse est terminé (2010), Prêt à tout (2013), Bienvenue à Marly-Gomont, Corniche Kennedy (2016) et Il a déjà tes yeux (2017).
Elle tient aussi des seconds rôles dans de plus grosses productions telles que Prête-moi ta main (2006), Sur la piste du Marsupilami (2012) ou encore L'Écume des jours (2013).
Artiste engagée, elle est notamment la coautrice de l'ouvrage Noire n'est pas mon métier, qu'elle a dirigé. Elle a aussi réalisé un court métrage et deux documentaires : Regard noir (2021) et Marcher sur l'eau, produit par Les Films du losange.

### Carrière

#### Débuts d'actrice (1996-2004)
En 1996, aux côtés d’Yvan Attal et Richard Bohringer, elle tourne son premier long-métrage, Saraka Bo, de Denis Amar, une enquête policière autour d’un meurtre dans une communauté africaine. Elle éprouve ensuite de grandes difficultés à trouver un nouveau rôle avant de tourner Code inconnu  (2000) de Michael Haneke, aux côtés de Juliette Binoche où elle interprète une jeune fille rebelle.
En 1999, elle travaille avec Alain Tanner, réalisateur suisse issu de la Nouvelle Vague, et incarne Lila dans Jonas et Lila, à demain, qui procède du film culte Jonas qui aura 25 ans en l'an 2000 (1975). « Dans l’intrigue, le père adoptif de Lila lui offre un billet pour qu’elle aille au Sénégal, son pays d’origine. Il se trouvait que moi j’avais 25 ans comme Lila et que c’était avec ce film, la première fois que je retournais au Sénégal en 20 ans (...) Ça a été, à titre personnel, un voyage très grand ».
Par la diversité de ses rôles, Aïssa Maïga entend cultiver une versatilité de jeu. Par la suite, Aïssa Maïga donne la réplique à Jean-Hugues Anglade dans la comédie Le Prof (1999) d’Alexandre Jardin, où elle joue une élève brillante. Puis, on la retrouve dans Marie-Line, aux côtés de Muriel Robin et Fejria Deliba, témoignant sur la solidarité entre femmes de ménage malgré leurs difficultés.
Soucieuse de consolider son apprentissage, elle retravaille son jeu avec Hélène Zidi, au Laboratoire de l'acteur. Le réalisateur Denis Dercourt la fait rentrer à deux reprises dans la distribution de ses films, Lise et André en 2001 et Mes enfants ne sont pas comme les autres en 2003. Elle joue également dans plusieurs séries télévisées.

#### Révélation critique internationale (2004-2008)
En 2004, Aïssa Maïga est à l’affiche avec deux longs-métrages : elle se distingue avec le rôle de Kassia, dans Les poupées russes de Cédric Klapisch, et dans L’un reste, l’autre part de Claude Berri. Le rôle de Kassia - celui d'une jeune femme qui séduit le héros Xavier, interprété par Romain Duris - lui permet de se faire connaître du grand public.
Parallèlement à cette percée cinématographique, elle évolue au théâtre avec Brooklyn Boy, mis en scène par Michel Fagadau au Théâtre des Champs-Élysées (2004). En 2005, elle travaille à nouveau avec Michael Haneke dans le drame Caché, avec Daniel Auteuil, Juliette Binoche, et Denis Podalydès.
En 2006, elle tient un second rôle dans le drame Je vais bien, ne t’en fais pas de Philippe Lioret, qui l'a repérée sur scène en 2004. Elle joue également dans le segment Place des Fêtes réalisé par Oliver Schmitz dans le film collectif sketches Paris, je t’aime.
C'est un an après que le drame Bamako, d'Abderrahmane Sissako, lui permet de décrocher une nomination dans la catégorie meilleur espoir féminin aux Césars 2007. Elle y tient le rôle principal, celui de Mêlé, une chanteuse de bar désabusée, et y interprète la chanson Naam de Christie Azuma, sans en connaître la langue.
En Italie, elle tient aussi le premier rôle féminin de la comédie dramatique Bianco e Nero, de Cristina Comencini, aux côtés de Eriq Ebouaney, Fabio Volo et Ambra Angliolini. Elle impressionne en jouant en italien. Son interprétation lui vaut un prix au Festival de Bastia.

#### Influence et reconnaissance à l'international (depuis 2008)
Aïssa Maïga a tenu le premier rôle féminin dans le film italien Bianco e Nero, où elle a impressionné le public en jouant ses répliques en italien. Plus récemment, elle a joué dans la production internationale Le Garçon qui dompta le vent, diffusée sur Netflix. Ce rôle lui a permis d'atteindre un public mondial et de confirmer son statut d'actrice de calibre international.
Dès 2007, elle enchaîne les premiers rôles : en retrouvant Romain Duris pour la comédie romantique générationnelle L'Âge d'homme... maintenant ou jamais !, ou en faisant partie du casting choral du polar Les Insoumis, de Claude-Michel Rome (2008). La même année, elle est l'actrice principale d'un téléfilm, la comédie dramatique Sexe, Gombo et Beurre salé, de Mahamat Saleh Haroun, diffusé par la chaîne Arte.
En 2009, elle évolue aux côtés des monstres Gérard Depardieu et Olivier Marchal pour le polar Diamant 13, de Gilles Béat, et évolue dans deux téléfilms : Quand la ville mord, et Pas de toit sans moi, dont elle partage l'affiche avec Antoine Duléry.
L'année 2010 lui permet de revenir aux premiers rôles avec le drame Le Temps de la kermesse est terminé, dont elle partage l'affiche avec Stéphane Guillon, qui est cependant un échec commercial, mais aussi la comédie Ensemble, c'est trop de Léa Fazer. Enfin, elle donne la réplique à Benoît Magimel pour le polar L'Avocat de Cédric Anger.

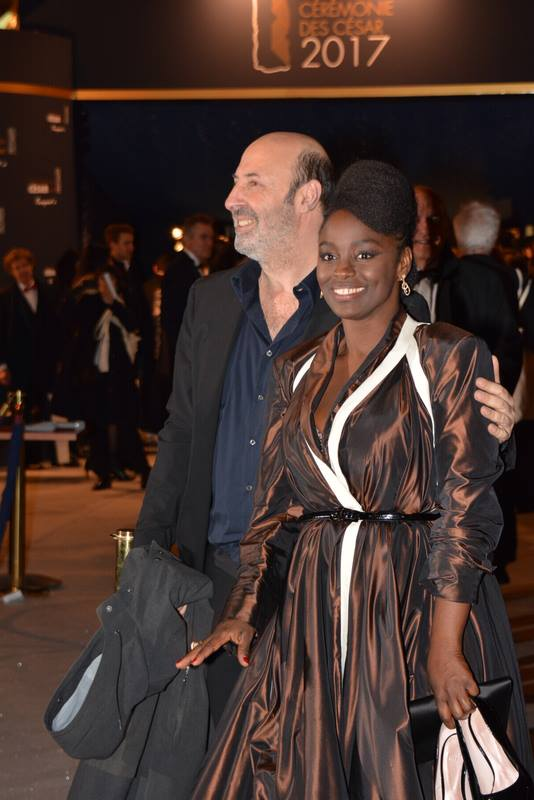
L'actrice aux Césars 2017 avec le réalisateur Cédric Klapisch.

En 2011, elle tient un second rôle dans le thriller Mineurs 27, de Tristan Aurouet, porté par Jean-Hugues Anglade, et revient sur les planches pour la pièce Les Grandes personnes adaptée du livre de Marie N’diaye et mise en scène par Christophe Perton au Théâtre de la Colline. Parallèlement, elle tourne plusieurs projets qui sortent l'année suivante.
Tout d'abord, elle tient le premier rôle féminin de la mini-série historique Toussaint Louverture, de Philippe Niang ; au cinéma, elle tient un second rôle dans le film indépendant Aujourd'hui, d'Alain Gomis, mais aussi dans la comédie familiale à gros budget Sur la piste du Marsupilami, avec Alain Chabat derrière et devant la caméra.
En 2013, elle refait le même grand écart : elle tient le premier rôle féminin du film indépendant One Man's Show, mais tient aussi un second rôle dans l'ambitieux et très attendu L’Ecume des Jours, de Michel Gondry confirmant son statut d’actrice reconnue. Enfin, elle double l'héroïne du film d'animation Aya de Yopougon, et tient le premier rôle féminin du téléfilm Mortel Été, réalisé par Denis Malleval, où elle forme un couple avec Bruno Solo.
L'année 2014 est marquée par la sortie de la comédie romantique Prêt à tout, de Nicolas Cuche, dont elle partage l'affiche avec Max Boublil.
En 2015, elle fait partie de la distribution de la pièce de théâtre Des gens biens, de David Lindsay-Abaire et mis en scène par Anne Bourgeois au Théâtre Hébertot. Et à la télévision, elle retrouve la réalisatrice Léa Fazer pour le téléfilm Mystère à la Tour Eiffel, où elle joue l'assistante de l'héroïne jouée par Marie Denarnaud.
L'année 2016 est marquée par la sortie de deux comédies populaires dont elle tient les premiers rôles féminins : tout d'abord Bienvenue à Marly-Gomont, de Julien Rambaldi. Elle y incarne Anne, une mère de famille zaïroise et relate l’immigration d’intellectuels africains à travers l’histoire de famille du comédien Kamini. Ensuite, elle partage l'affiche de la comédie Il a déjà tes yeux avec Lucien Jean-Baptiste, qui en signe aussi la mise en scène. Le film connait un joli succès critique et commercial. Enfin, elle tient un second rôle dans la comédie Rupture pour tous, d'Éric Capitaine.
La même année, elle tourne en Afrique du Sud le drame indépendant Comatose de Mickey Dubé, dont elle tient le premier rôle féminin.
Début 2017 sort discrètement le drame Corniche Kennedy, de Dominique Cabrera, qui l'avait déjà dirigée dans le téléfilm Quand la ville mord. Elle y tient un petit rôle, celui d'une capitaine de la brigade des STUP à Marseille.
En mars 2018, elle partage l'affiche du téléfilm en deux parties Le Rêve français avec la valeur montante Yann Gael. Cette fiction, réalisée par Christian Faure pour France 2, raconte la migration de près de 160 000 ressortissants d'outre-mer, au début des années 1960.
En 2021, elle sort deux documentaires qu'elle a réalisés : Regard noir est présenté au Festival international de films de femmes de Créteil puis Marcher sur l'eau au Festival de Cannes.

### Vie privée
Elle a été en couple avec Stéphane Pocrain, avec qui elle a eu deux fils, Sonni (né en 1996), et Kwameh (né en 2002).

#### Famille et relations
Aïssa Maïga, a été en couple avec Stéphane Pocrain, un ancien homme politique et chroniqueur. De cette union sont nés ses deux fils : Sonni (né en 1996) et Kwamé (né en 2002).Son père, Mohamed Maïga, était un journaliste malien renommé. Proche du président burkinabé Thomas Sankara, il meurt dans des circonstances troubles en 1984.
Aïssa Maïga a une éducation riche et diverse. Née au Sénégal, elle a passé ses premières années à Dakar avant de déménager en France. Elle a grandi dans un environnement où plusieurs cultures et religions coexistaient. Elle a elle-même déclaré avoir reçu une éducation à la fois musulmane, catholique et laïque, une mixité qu'elle considère comme une richesse exceptionnelle.
Elle a également été en contact avec la culture vietnamienne grâce à une grand-mère adoptive. Cette enfance multiculturelle a forgé son identité et son ouverture d'esprit.

#### Engagements
Elle est la marraine depuis plusieurs années de l'ONG africaine l'Amref, vouée à la formation de personnel médical pour les soins de la mère et l'enfant. En 2012, elle se rend en Ouganda pour un projet humanitaire,.
En 2021, elle fait partie du jury des Y'a bon awards, une cérémonie satirique créée par Rokhaya Diallo qui décerne des trophées en forme de banane à des individus pour des propos que l'association considère comme racistes ou discriminants.
Bien que refusant d'être une porte-parole politique (« J'ai beaucoup de respect pour les personnes réellement engagées, mais tel n'est pas mon cas. J'ai juste une conscience et une liberté de parole. »), elle exprime occasionnellement ses convictions par exemple en tweetant « Je suis Nigériane » pour dénoncer les massacres du groupe islamiste Boko Haram ou, le jour de l'attentat contre Charlie Hebdo, « Fille d'un journaliste mort pour ses idées, enfant de la laïcité et de la liberté d'expression, solidaire des familles des victimes, recueillie en mémoire des journalistes assassinés, et de toutes les victimes… Je suis Charlie ».

#### Le tournant de son engagement
Au-delà de sa carrière d'actrice, le militantisme d'Aïssa Maïga marque un tournant majeur. En 2018, elle co-écrit et co-dirige l'ouvrage collectif Noire n'est pas mon métier, un manifeste qui rassemble seize actrices françaises noires et métisses. Ce livre, qui a eu un retentissement considérable, dénonce le manque de rôles non-stéréotypés pour les actrices racisées et les discriminations qu'elles subissent dans l'industrie cinématographique.

#### Pour la diversité au cinéma

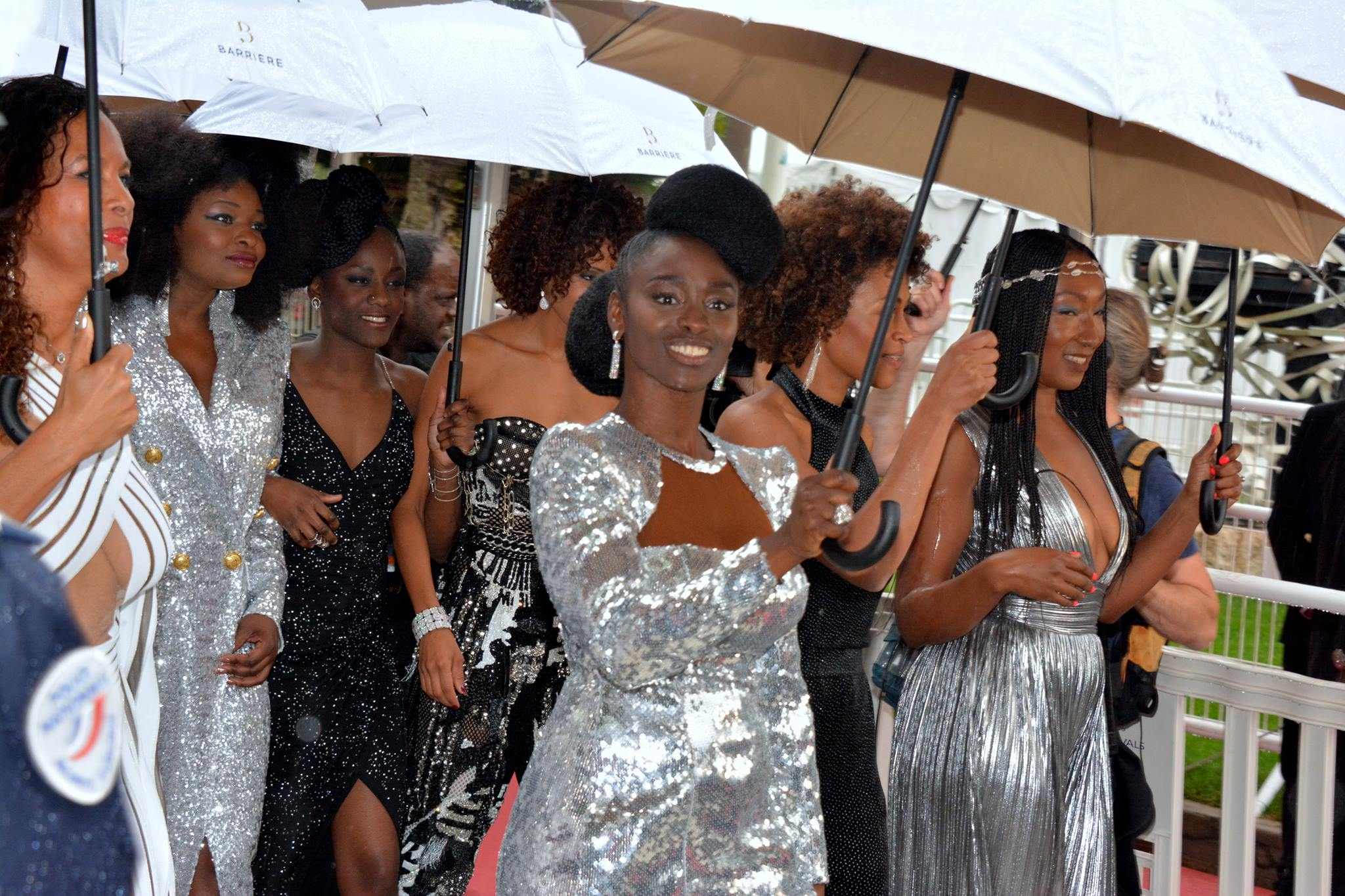
Lors du festival de Cannes 2018.

Après son premier film, elle reste plusieurs années sans tourner : « J'ai commencé à cette époque là, à aller dans des castings où ils cherchaient des jeunes filles de 20 ans. C'était soit mon agent qui s'en prenait plein la gueule, soit moi-même. Les gens lui disaient par exemple : « t'es conne ou quoi, on t'a demandé une comédienne de 20 ans, on t'a pas demandé une noire ». Ce qui était très différent pour eux [...] J'ai une palette de jeu aussi riche qu'une actrice blanche. Partant de là, je peux tout jouer : je ne suis pas juste une sans-papier, ».
En 2013, elle se déclare alors optimiste pour la progression de la diversité dans le cinéma : « Si la problématique n'a pas disparu, je trouve que de façon générale cela va mieux. Je pense que l'événement créé autour de l'arrivée de Harry Roselmack au JT de TF1 n'arrivera plus. On a pris conscience du retard [...] Si nous ne sommes pas tous d'accord sur les formulations, les choses qui ont été nommées, relayées… Alors que, lorsque j'ai commencé, il y avait un déni total ! [...] Personnellement, je refuse depuis longtemps d'être dans la complainte. Non pas qu'il n'y a pas de problème, je suis née en tant que comédienne avec cette problématique-là. En revanche, j'ai vu que cela ne me réussissait pas du tout d'être dans une posture, quoi qu'on en dise, un peu « victimaire » ».
Toutefois, lassée de voir que quelques années plus tard les rôles proposés aux  actrices noires restent limités en nombre et souvent stéréotypés, elle est à l'origine d'un collectif de seize actrices noires ou métisses qui publient en 2018 le livre Noire n'est pas mon métier pour dénoncer l'éventail trop restreint de rôles qui leur est proposé (fréquemment infirmière, rarement avocate par exemple). Parmi elles, Aïssa Maïga pointe que « l'imaginaire des productions françaises est encore empreint de clichés hérités d'un autre temps. [...] Les choses évoluent mais tellement lentement [...] Le sursaut que j'attends pour une représentation plus juste n'ayant pas lieu, j'ai besoin de m'exprimer. »
Lors de la cérémonie des Césars 2020, marquée par la controverse autour de Roman Polanski, Aïssa Maïga fait un plaidoyer remarqué pour plus de diversité dans le cinéma français: « Dès que je me retrouve dans une grande réunion du métier, je ne peux pas m'empêcher de compter le nombre de noirs et de non-blancs dans la salle [...] J'ai toujours pu compter sur les doigts d'une main le nombre de non-blancs. »
Elle fait partie des membres du Collectif 50/50.
Aïssa Maïga est également depuis 2019 membre du comité d'orientation du Club XXIe siècle, une association dont l'objectif est la promotion positive de la diversité et de l'égalité des chances.
En mars 2021, dans le prolongement de sa réflexion sur les discriminations subies par les actrices noires et du livre collectif Noire n'est pas mon métier, Aïssa Maïga coréalise avec Isabelle Simeoni le film documentaire Regard noir.

## Filmographie
Réalisation et documentaires
Aïssa Maïga a également ajouté une nouvelle corde à son arc en tant que réalisatrice. Ce travail de réalisatrice n'est pas anodin, car il fait écho à ses engagements. En 2021, elle présente Regard noir, un documentaire sur la représentation des femmes noires dans le cinéma. La même année qui suit le parcours d'une jeune fille au Niger luttant pour avoir accès à l'eau potable. Ces deux films ont été salués par la critique et montrent sa volonté de se servir de l'art pour aborder des sujets sociaux et environnementaux cruciaux.
 Sauf indication contraire, les informations mentionnées dans cette section peuvent être confirmées par les bases de données cinématographiques IMDb et Allociné,  présentes dans la section « Liens externes ».

### Actrice

#### Cinéma

##### Longs métrages
- 1997 : Saraka bô de Denis Amar : Danièle
- 1999 : Jonas et Lila, à demain d'Alain Tanner : Lila
- 2000 : Marie-Line de Mehdi Charef : Malika
- 2000 : Lise et André de Denis Dercourt : Esther
- 2001 : Voyage à Ouaga de Camille Mouyeké : Loutaya
- 2003 : Les Baigneuses de Viviane Candas : la sœur de Rita
- 2003 : Rien que du bonheur de Denis Parent : la femme de ménage
- 2003 : Mes enfants ne sont pas comme les autres de Denis Dercourt : Myriam
- 2004 : L'un reste, l'autre part de Claude Berri : Farida
- 2004 : Les Poupées Russes de Cédric Klapisch : Kassia
- 2005 : Caché de Michael Haneke : Chantal
- 2006 : Paris, je t'aime, segment Place des fêtes d'Oliver Schmitz : Sophie
- 2006 : Je vais bien, ne t'en fais pas de Philippe Lioret : Léa
- 2006 : Bamako d'Abderrahmane Sissako : Mélé
- 2006 : Prête-moi ta main d'Éric Lartigau : Kirsten
- 2007 : L'Âge d'homme... maintenant ou jamais ! de Raphaël Fejtö : Tina
- 2008 : Bianco e nero de Cristina Comencini : Nadine
- 2008 : Les Insoumis de Claude-Michel Rome : Kathia
- 2009 : Diamant 13 de Gilles Béat : Farida
- 2010 : Ensemble, c'est trop de Léa Fazer : Clémentine
- 2010 : Le temps de la kermesse est terminé de Frédéric Chignac : Martina
- 2011 : L'Avocat de Cédric Anger : Eve
- 2011 : Mineurs 27 de Tristan Aurouet : la mère de Wilson
- 2012 : Sur la piste du Marsupilami d'Alain Chabat : Clarisse Iris
- 2012 : Aujourd'hui d'Alain Gomis : Nella
- 2013 : L'Écume des jours de Michel Gondry : Alise
- 2013 : Prêt à tout de Nicolas Cuche : Alice
- 2016 : Bienvenue à Marly-Gomont de Julien Rambaldi : Anne Zantoko
- 2016 : Corniche Kennedy de Dominique Cabrera : Awa
- 2016 : Rupture pour tous d'Éric Capitaine : Léane
- 2017 : Il a déjà tes yeux de Lucien Jean-Baptiste : Salimata Aloka
- 2019 : Comatose de Mickey Madoda Dube : Nandi
- 2019 : Le Garçon qui dompta le vent (The Boy who harnessed the Wind) de Chiwetel Ejiofor : Agnès Kankwamba
- 2019 : Mon frère de Julien Abraham : Claude
- 2022 : Neneh Superstar de Ramzi Ben Sliman : Martine
- 2023 : Le Marchand de sable de Steve Achiepo : Félicité
- 2023 : Quand tu seras grand d'Andréa Bescond et Éric Métayer : Aude
- 2025 : Promis le ciel d'Erige Sehiri : Marie

##### Courts métrages
- 1998 : Le Cadeau de maman de Patrick Halpine
- 2000 : Mom's Present de Patrick Halpine : Farida
- 2002 : Georges chez les tops d'Olivier Chrétien : Gisela
- 2005 : La Noiraude de Fabienne et Véronique Kanor
- 2005 : Le Train de Brahim Fritah : L'hôtesse du bar
- 2006 : Mamadou il est où ? de Khady N'Diaye : Mariettou
- 2007 : Carcasse d'Ismael El Iraki (en) : Aïssa
- 2009 : L'Aide au retour de Mohammed Latrèche : la fonctionnaire
- 2011 : Dédicace d'Olivier Chrétien : Élise
- 2020 : Nora d'Émilie Tardif : Nora
- 2022 : Maria Schneider, 1983 d'Elisabeth Subrin
- 2023 : Impatientes de Quentin Delcourt : Docteure Milleux

#### Télévision

##### Téléfilms
- 1998 : Un mois de réflexion de Serge Moati : Sylvie
- 1999 : Maison de famille de Serge Moati : Sylvie
- 2002 : Négro de Karim Akadiri Soumaïla : Aïssa
- 2004 : Par accident de Jérôme Foulon : Constance
- 2005 : Quelques jours en avril (Sometimes in April) de Raoul Peck : une jeune militante
- 2006 : Une famille parfaite de Patrick Mario Bernard et Pierre Trividic : Martha
- 2008 : Sexe, gombo et beurre salé de Mahamat Saleh Haroun : Amina
- 2009 : Pas de toit sans moi de Guy Jacques : Ashanti
- 2012 : Toussaint Louverture de Philippe Niang : Suzanne
- 2013 : Mortel Été de Denis Malleval : 'ulie
- 2016 : Mystère à la Tour Eiffel de Léa Fazer : Henriette
- 2017 : Le Rêve français de Christian Faure : Doris
- 2020 : Au-dessus des nuages de Jérôme Cornuau : Marion

##### Séries télévisées
- 2002 : Caméra Café, saison 3, épisode Violette : Violette
- 2000 : Les Cordier, juge et flic, saison 11, épisode 3 Adieu Mulet de Gilles Béhat : Aline
- 2003 : Commissaire Moulin, saison 6, épisode 2 Série noire de Joyce Buñuel : Dolly
- 2005 : PJ, saison 9, épisode 12 Délivrance de Christophe Barbier : Marie-Laure Vecchiali
- 2009 : Suite noire (collection) : Quand la ville mord de Dominique Cabrera : Sara
- 2018 : Escale fatale (Taken Down) de David Caffrey : Abeni
- 2020 : Il a déjà tes yeux (mini-série) de Lucien Jean-Baptiste : Salimata
- 2021 : Neuf meufs d'Emma de Caunes, épisode Sylvia : Sylvia
- 2022 : The Fear Index : Marieme Sagnane
- 2023 : Shaka : King of the Zulu Nation, épisode 1 : Nandi

#### Doublage

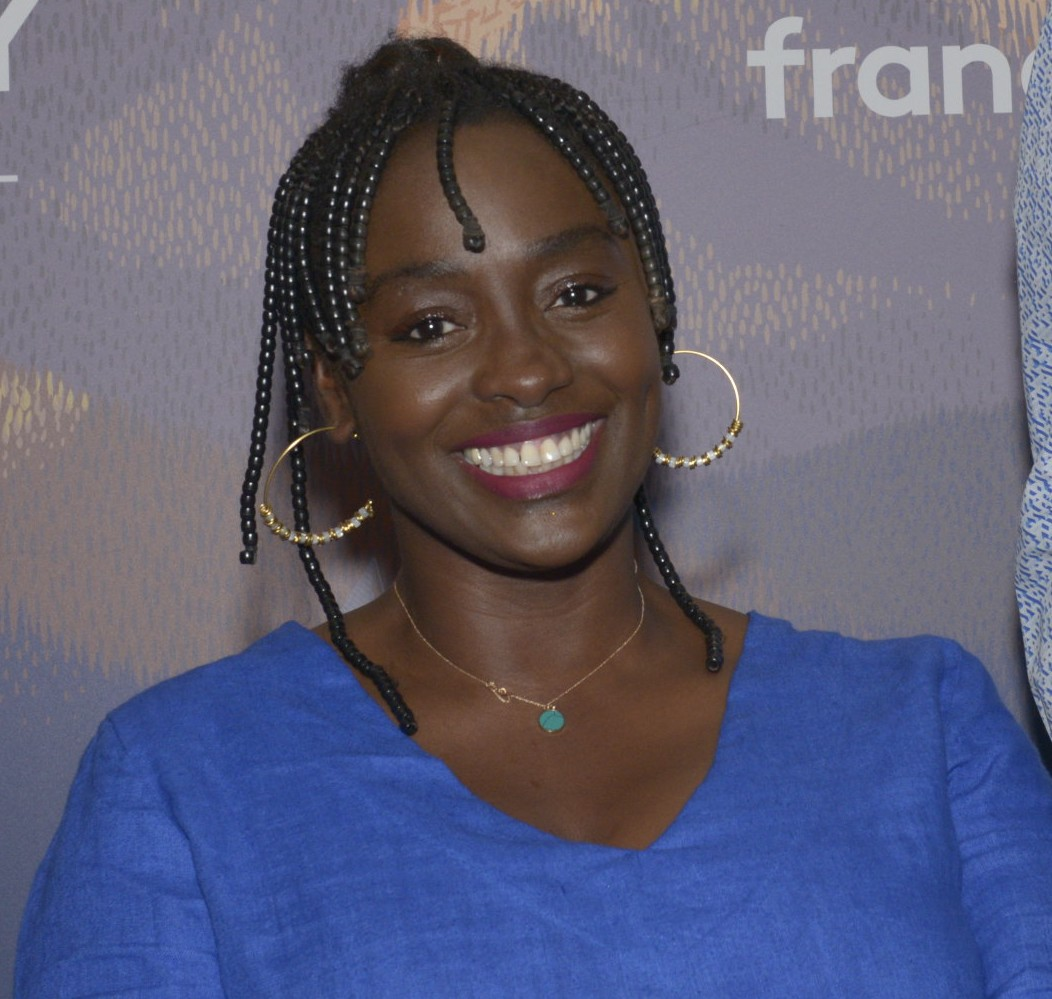
Aïssa Maïga au Festival international du film d'animation d'Annecy 2022, à l'occasion de l'avant-première du film d'animation Le Pharaon, le Sauvage et la Princesse.

- 2013 : Aya de Yopougon (film d'animation) de Marguerite Abouet et Clément Oubrerie : Aya
- 2018 : Les Routes de l'esclavage (série documentaire), épisode De 1789 à 1888: Les nouvelles frontières de l'esclavage de Daniel Cattier, Fanny Glissant et Juan Gélas : narratrice additionnelle
- 2019 : Coup de foudre et Chocolat (téléfilm) de Gary Yates : Flo Baker (Ese Atawo)[réf. nécessaire]
- 2020 : Pop féminisme: Des militantes aux icônes pop (téléfilm documentaire, Arte) d'Élise Baudouin : narratrice
- 2022 : Le Pharaon, le Sauvage et la Princesse (film d'animation) de Michel Ocelot : la conteuse

### Participante (documentaires)
Aïssa Maïga intervient dans plusieurs documentaires :
- 2005 : French Beauty de Pascale Lamche
- 2016 : Pourquoi nous détestent-ils ? (série documentaire), épisode Pourquoi nous détestent-ils, nous les Noirs ? de Lucien Jean-Baptiste et Maud Richard
- 2020 : Pygmalionnes de Quentin Delcourt

### Réalisatrice
- 2007 : Laissez-les grandir ici ! (court métrage), coréalisé avec le Collectif des cinéastes pour les sans-papiers
- 2021 : Regard noir (documentaire), coréalisé avec Isabelle Simeoni
- 2021 : Marcher sur l'eau (documentaire) - également coscénariste
- 2022 : Nô Feminist (court métrage) - également coscénariste

### Productrice
- 2001 : Voyage à Ouaga de Camille Mouyéké
- 2021 : Regard noir (documentaire) d'elle-même et Isabelle Simeoni

## Théâtre
- En 1997, elle interprète le rôle de Bintou, dans la pièce "Bintou" de Koffi Kwahulé, mise en scène par Gabriel Garran, au TILF (Théâtre international de langue française) en collaboration avec Pascal N’Zonzi.

Cette pièce évoque l'histoire d'une jeune femme à laquelle sa famille impose l'excision qui la conduit à la mort.
- 2004 : Brooklyn Boy de Donald Margulies, mise en scène Michel Fagadau, Théâtre des Champs-Élysées
- 2011 : Les Grandes personnes de Marie NDiaye, mise en scène Christophe Perton, Théâtre national de la Colline, Comédie de Genève
- 2015 : Des gens biens de David Lindsay-Abaire, mise en scène Anne Bourgeois, Théâtre Hébertot

## Publication
- Aïssa Maiga (dir.), Noire n'est pas mon métier, Paris, Éditions du Seuil, 3 mai 2018, 117 p. (ISBN 978-2-02-140119-6)

## Distinctions
Sauf indication contraire, les informations mentionnées dans cette section peuvent être confirmées par les bases de données cinématographiques IMDb et Allociné,  présentes dans la section « Liens externes ».

### Récompenses
- Festival du jeune comédien de Béziers 1997 : Prix d'interprétation[réf. nécessaire]
- Trophée des femmes en or 2007 : Prix d'interprétation dans la catégorie « Révélation » pour L'un reste, l'autre part
- TheWIFTS Foundation International Visionary Awards 2008 : prix Barbara Tipple de la meilleure actrice pour Bianco e nero
- Festival du film italien de Bastia 2009 : Meilleure actrice pour Bianco e nero
- Festival international du film d'amour de Mons 2009 : Panorama du Cinéma italien[Quoi ?][réf. nécessaire]
- Rencontres de cinéma de Florence Cinema e Donne 2009 : Prix Gilda d'interprétation pour Quand la ville mord[réf. nécessaire]
- Festival des créations télévisuelles de Luchon 2013 : Prix d'interprétation féminine pour Mortel Été
- Prix Sununet de la diaspora sénégalaise 2013[33] : Prix Rayonnement international du Sénégal
- Festival international du cinéma Vues d’Afrique 2014 : Prix Hommage[réf. nécessaire]
- Globes de Cristal 2015 : Meilleure actrice pour Prêt à tout
- Festival du cinéma jeune public de Paris Mon Premier Festival 2021 : Prix du public Paris Mômes pour Marcher sur l'eau[34]

### Nominations et sélections
- Trophées Jeunes Talents 2006 : prix de la jeune comédienne de cinéma pour L'un reste, l'autre part
- Césars 2007 : César du meilleur espoir féminin pour Bamako
- Festival de Cannes 2021 : sélection « Cinéma pour le climat » pour Marcher sur l'eau, en compétition pour L'Œil d'or

### Décorations
- Chevalière de l'ordre des Arts et des Lettres. Elle est nommée chevalière le 1er janvier 2009[11]
- Chevalière de l'ordre national du Mérite. Elle est nommée chevalière le 15 novembre 2018[35].